# Нарыстау
Нарыстау (баш. Нарыҫтау) — село в Миякинском районе Республики Башкортостан Российской Федерации. Входит в состав Ильчигуловского сельсовета.

## География

### Географическое положение
Находится рядом с рекой Дёмой.
Расстояние до:
- районного центра (Киргиз-Мияки): 54 км,
- центра сельсовета (Ильчигулово): 5 км,
- ближайшей ж/д станции (Аксёново): 51 км.

## Население
| 2002 | 2009 | 2010 |
| ---- | ---- | ---- |
| 397  | ↘379 | ↘331 |

Национальный состав
Согласно переписи 2002 года, преобладающая национальность — башкиры (100 %).